# Jürgen Engert

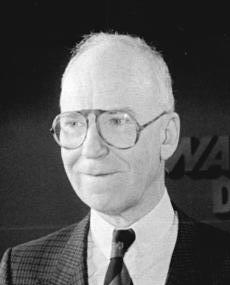
Jürgen Engert, die ARD-Wahlsendung zur Volkskammerwahl 1990 moderierend

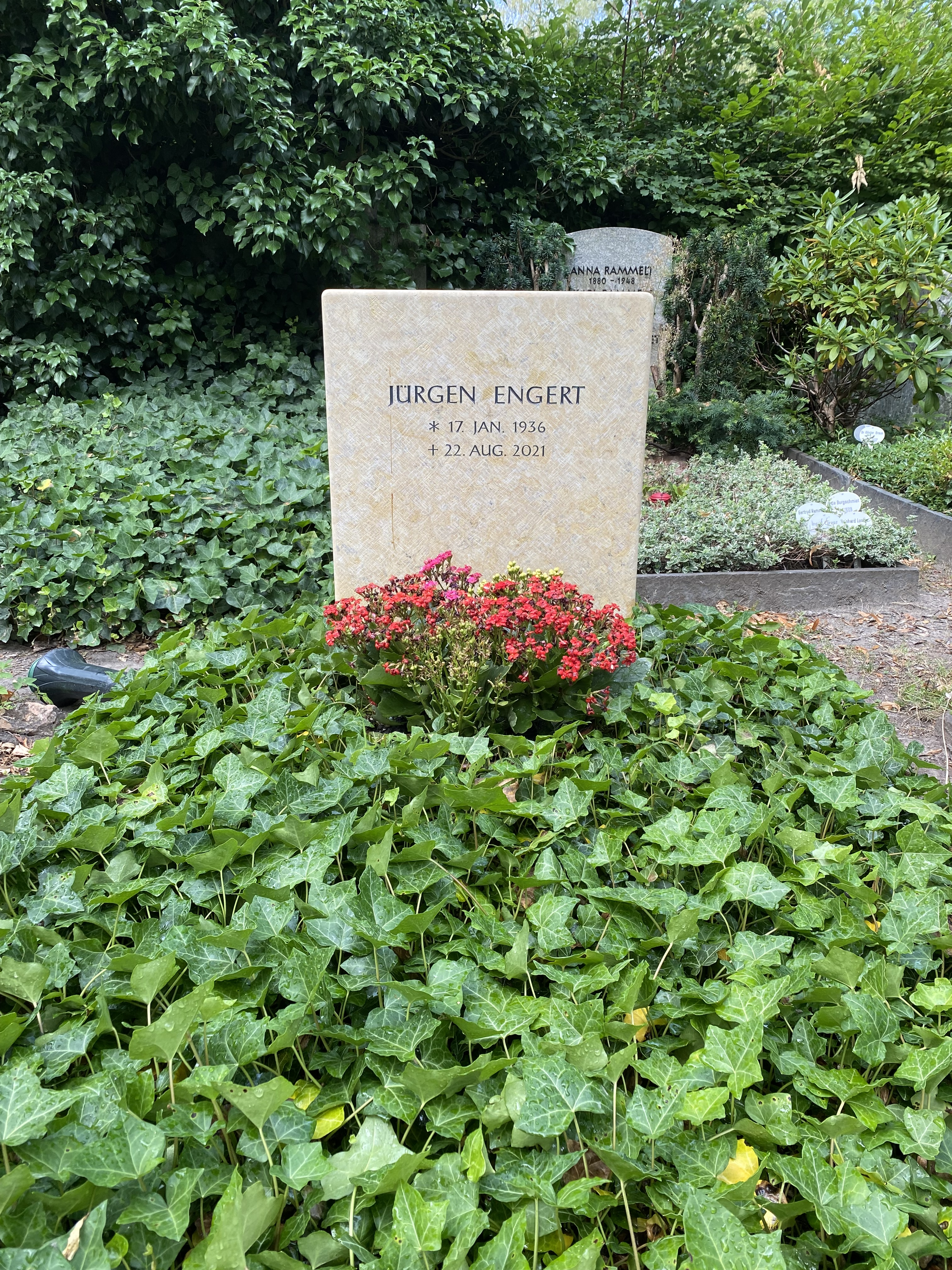
Grabstätte auf dem St.-Annen-Kirchhof

Jürgen Engert (* 17. Januar 1936 in Dresden; † 22. August 2021 in Berlin) war ein deutscher Journalist. Er war langjähriger Chefredakteur Fernsehen des SFB und Gründungsdirektor des ARD-Hauptstadtstudios in Berlin. Er gehörte zu den prägenden Fernsehjournalisten der Bundesrepublik.

## Leben
Engert wuchs in Dresden auf und machte dort 1954 Abitur. Weil ihm ein Studienplatz in der DDR verwehrt wurde, floh er im Sommer 1954 in den Westen, zuerst nach Berlin-Schöneberg. Er ging zu Verwandten nach München und immatrikulierte sich an der Ludwig-Maximilians-Universität. Nach zwei Semestern wechselte er nach West-Berlin und studierte an der Freien Universität Geschichte, Germanistik und Philosophie. Schon während des Studiums hospitierte Engert bei der West-Berliner Boulevard-Zeitung Der Abend. Dort fing er 1961 als politischer Redakteur an und wurde 1974 deren Chefredakteur. Mit dem Verkauf der Zeitung 1980 verließ Engert die Redaktion und wandte sich dem Medium Fernsehen zu. Beim SFB wurde er 1983 Leiter der Hauptabteilung Politik und schließlich 1987 Chefredakteur Fernsehen. Außerdem moderierte er von 1984 bis 1998 das Polit-Magazin Kontraste in der ARD. An der Gründung des ARD-Hauptstadtstudios war Engert als Gründungsdirektor beteiligt und blieb dessen Leiter bis zu seiner Pensionierung 2001. Des Weiteren war er Mitglied des Kuratoriums der TU Dresden und stellvertretender Vorsitzender der Deutschen Gesellschaft e. V. Engert starb am 22. August 2021 im Alter von 85 Jahren. Seine letzte Ruhestätte erhielt er auf dem St.-Annen-Kirchhof im Berliner Ortsteil Dahlem.

## Werke
- Drehbuch für den Spielfilm Einmal Ku’damm und zurück nach einer wahren Begebenheit von Peter und Christa Gross-Feurich.
- Mein Gott Berlin. Von der Elbe an die Spree: Ein deutscher Lebensweg. Hohenheim Verlag, Stuttgart/Leipzig 2001, ISBN 3-89850-044-6.
- als Hrsg.: Soldaten für Hitler. Das Buch zur ARD-Serie. Rowohlt Berlin, Berlin 1998, ISBN 3-87134-366-8.
- als Hrsg.: Heimatfront : Kriegsalltag in Deutschland 1939–1945. Begleitbuch zur großen ARD-Fernseh-Dokumentation. Nicolai, Berlin 1999, ISBN 3-87584-880-2.
- Beiträge zu: Bernd Kaufmann (Hrsg.): Die Deutsche Einheit: Irrtümer und Umwege. (= Edition Stiftung Schloss Neuhardenberg. Band 8). Theater der Zeit, Berlin 2010, ISBN 978-3-940737-69-4.
- Walter Scheel: Erinnerungen und Einsichten. Im Gespräch mit Jürgen Engert. Hohenheim-Verlag, Stuttgart/Leipzig 2004, ISBN 3-89850-115-9.

## Auszeichnungen
- 1976: Theodor-Wolff-Preis
- 2002: Verdienstorden des Landes Berlin